# ラミロ2世 (レオン王)
ラミロ2世 （Ramiro II de León、898年頃 - 951年1月1日）は、レオン王（在位：931年 - 951年）。歴代レオン王の中で最も有名な人物の1人で、大王（el Grande）と呼ばれた。敵であるイスラム教徒（ムスリム）たちは、ラミロ2世の残酷さと精力的な面から悪魔王（el Diablo）と呼んだ。

## 生涯
オルドーニョ2世と王妃エルビラ・メネンデスの子として生まれた。924年の父の死後、次兄アルフォンソ4世の治世を助け、従兄弟のアルフォンソ・フロイラスを追放した。926年以降、ミーニョ川とモンデゴ川の間の地域である、ポルトガル北部の統治を行った。929年、長兄であるガリシア王サンチョが亡くなると、サモーラにおいてガリシア王としてラミロが即位した。
931年、兄アルフォンソ4世の退位を受けてラミロが即位した。932年、新王はサモーラへ移動し、新たな軍隊を編成した。後ウマイヤ朝のアブド・アッラフマーン3世軍に包囲されているトレドを救うためであった。しかしその間にアルフォンソ4世が復位を企んで支持者を獲得し、反乱を起こしたため兄を捕らえた。精力的で妥協を知らないラミロはカスティーリャ伯フェルナン・ゴンサレス、パンプローナ王（ナバラ王）サンチョ1世の協力を得て、わずか数日のうちに状況を変えた。アルフォンソ4世の反乱の共謀者であったアルフォンソ・フロイラスと兄弟たちを捕らえ、兄とフロイラス兄弟ら4人の目を潰させ、ルイフォルコ修道院に死ぬまで幽閉させた。
王位を確固たるものとしたラミロ2世は、王国南部が接するムスリムの土地への侵攻を続けた。932年、マルジェリト（現在のマドリード）侵略を開始し、トレドを解放した。しかしアブド・アッラフマーン3世がずっと前にタホ川右岸の要塞を占領しており、8月2日にアブド・アッラフマーン3世が意気揚々とトレドに入場している間、ラミロ2世はマドリードの要塞を解体し最寄の土地で略奪をできただけにすぎなかった。
彼は積極的にムスリムと戦った。スペイン史上最大規模の戦闘である939年のシマンカスの戦いにおいて、ナバラとレオンの連合軍はアブド・アッラフマーン3世軍を敗退させている。この勝利によって、レオンはドゥエロ川とトルメス川の辺境に領土を広げた。レデスマ、サラマンカといった土地に再植民が行われた。
ラミロ2世の治世の晩年は、独立を求めるカスティーリャ伯フェルナン・ゴンサレスに対処しなければならなかった。フェルナン・ゴンサレスはそれまでラミロ2世の右腕であったが、後ウマイヤ朝カリフとの停戦協定に違反して略奪を行い、ラミロ2世の怒りを買った。フェルナン・ゴンサレスは捕らえられ獄につながれたが後にレオン王の宗主権を認めて釈放され、和解のしるしとして娘ウラカをラミロ2世の後継者であるオルドーニョ（後のオルドーニョ3世）と結婚させた。
しかし釈放後にフェルナン・ゴンサレスはカスティーリャ東部に逃れてカスティーリャ伯である自らの権利を主張し続けた。これらの内部対立がレオン王国を弱体化させ、キリスト教徒に罰を与えようとするムスリムに利用されることになった。
950年、ラミロ2世はサモーラからムスリムの土地への新たな遠征に出発し、テージョ川谷において略奪遠征を行った。そしてタラベラ・デ・ラ・レイナでイスラム軍を敗走させ、12000人のムスリムを殺害し7000人を捕虜とし、豊富な戦利品を得た。
体力の衰えたラミロ2世は、後継者オルドーニョ王子に実務をゆだねた。彼はオビエドへの旅行から戻っても病状が回復せず、深刻な病気に苦しんだ。彼は人生の最後に自発的に王位から降り、951年に死んだ。

## 子女
最初の妃アドシンダ・グティエレスとの間に、3子をもうけた。
- ベルムード
- オルドーニョ3世[1]（926年頃 - 956年） - レオン王（951年 - 956年）
- テレサ（928年 - 957年） - ナバラ王ガルシア・サンチェス1世妃

教会法によってアドシンダとの結婚が無効となると、932年にパンプローナ王（ナバラ王）サンチョ1世の娘ウラカ・サンチェスと結婚した。
- サンチョ1世[2]（935年 - 966年） - レオン王（956年 - 958年、960年 - 966年）
- エルビラ・ラミレス（英語版） - 修道女、甥ラミロ3世の摂政（966年 - 967年）。